# Gonomyia matsya
Gonomyia matsya är en tvåvingeart som beskrevs av Alexander 1955. Gonomyia matsya ingår i släktet Gonomyia och familjen småharkrankar. Inga underarter finns listade i Catalogue of Life.